# Ochikubo Monogatari
Ochikubo Monogatari (落窪物語), também conhecido como O Conto de Ochikubo, é uma história do período Heian que é similar ao famoso conto de fada Cinderela.
Ochikubo Monogatari foi escrito no final do século X por um autor desconhecido. É conhecido como o conto mais antigo da literatura japonesa que inclui assédio e intimidação por parte de uma madrasta. O enredo bem formado e a descrição vívida dos personagens de Ochikubo Monogatari influenciaram muitos escritores, como Murasaki Shikibu, autor de O Conto de Genji.